# 키르기스 소비에트 사회주의 공화국의 국기

키르기스 소비에트 사회주의 공화국의 국기

키르기스 소비에트 사회주의 공화국의 국기 (뒷면)

키르기스 소비에트 사회주의 공화국의 국기는 1952년 12월 22일에 제정되어 키르기스스탄으로 독립한 후인 1992년 3월 3일까지 사용되었다.
빨간색 바탕 가운데에는 파란색, 하얀색, 파란색 세 개의 가로 줄무늬가 그려져 있으며, 국기 왼쪽 상단에는 노란색 별과 낫과 망치가 그려져 있다.

## 이전 국기

키르기스 소비에트 사회주의 자치 공화국의 국기 (1920년 ~ 1925년)
키르기스 소비에트 사회주의 자치 공화국의 국기 (1929년 ~ 1937년)
키르기스 소비에트 사회주의 공화국의 국기 (1936년 ~ 1940년)
키르기스 소비에트 사회주의 공화국의 국기 (1940년 ~ 1952년)

## 같이 보기
- 소련의 국기
- 소련의 공화국의 국기
- 키르기스스탄의 국기